# 雨温図

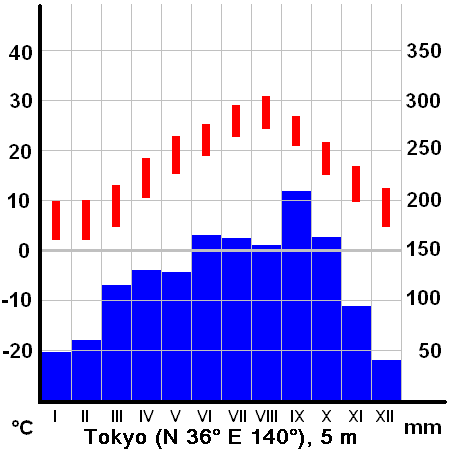
東京の雨温図

雨温図（うおんず、英: climograph）とは、気象分野で用いられる、ある地域の降水量と気温をあらわすグラフ。降水量と気温のみを元に地域の気候を分類するケッペンの気候区分とともに用いられることが多い。横軸に月（1月から12月）、縦軸に降水量と気温を取り、月別平均降水量を棒グラフ・柱状グラフ等で表した表示と、月別平均気温を折れ線グラフで表した表示を重ね合わせる。
月別平均気温の折れ線グラフの代わりに、月別の平均最低気温と平均最高気温（1日の最低 / 最高気温の月間平均）を表す棒グラフを使用することもある（右図）。この場合、1年の中での気温の変化（年較差）だけでなく、1日の中での気温の変化（日較差）も同時に読み取れるため便利である。Wikipedia においては基本的にこのタイプの雨温図を採用しており、各都市の項目や、ケッペンの気候区分における各気候区分の項目において、このタイプの雨温図を見ることができる。
雨温図に対応する英語は hythergraph であると説明されることがあるが、ハイサーグラフ (英: hythergraph) は本項で説明した雨温図とは異なる。

## 関係項目
- ハイサーグラフ
- 降水量
- 気温